# Robigo Fluctus
Il Robigo Fluctus è una struttura geologica della superficie di Venere.